# Mathias Kjallström
Mathias Kjallström (ur. 1976) – szwedzki niepełnosprawny sportowiec uprawiający boccię, paraolimpijczyk, startujący w kategorii C1 (na początku kariery) i BC1.

## Igrzyska paraolimpijskie
W 1996 roku na letniej paraolimpiadzie, startował w dwóch konkurencjach – w indywidualnych mieszanych zawodach w kategorii C1 (kobiety i mężczyźni rywalizowali razem w jednych zawodach) oraz w drużynowych zmaganiach zawodników i zawodniczek z kategorii C1 i C2. 
W turnieju indywidualnym, startował w grupie D. Jego rywalami grupowymi byli: Antonio Marques (Portugalia), Lynette Coleman (Australia), Stefan Putnam (Kanada) i Mattias Nordström (Szwecja). Kjallström wygrał dwa spotkania a dwa przegrał. Miał taki sam bilans porażek i zwycięstw jak dwoje innych zawodników, jednak gorszy bilans małych punktów zadecydował o zajętej przez niego pozycji – zajął przedostatnie miejsce w grupie i nie awansował do ćwierćfinału. 
W zawodach drużynowych, grał w grupie A. Szwedzi rywalizowali z reprezentacjami: Portugalii, Hiszpanii, Irlandii, Danii i Wielkiej Brytanii. Szwedzi wygrali tylko mecz z drużyną portugalską, i z bilansem jednej wygranej i czterech przegranych zajęli przedostatnie miejsce w grupie.

## Inne zawody
W 2002 roku zajął 16. miejsce na Mistrzostwach Świata. Rok później, uplasował się na 37. miejscu.
W 2005 roku uplasował się na dziewiątym miejscu w kategorii BC1 podczas Mistrzostw Europy. W światowym rankingu opublikowanym pod koniec 2006 roku, plasował się na 54. pozycji.
W 2009 roku zajął 10. miejsce (kategoria BC1) na Mistrzostwach Europy.
W 2010 roku osiągnął 21. miejsce na Mistrzostwach Świata. W oficjalnym rankingu opublikowanym 20 czerwca 2010 roku, zajmował 24. miejsce na świecie (8,25 pkt). 
W 2011 roku zajął 30. miejsce w kategorii BC1 podczas Mistrzostw Świata. Również w roku 2011, zajął ostatnie, 13. miejsce w kategorii BC1 podczas, rozgrywanych w Norwegii, Mistrzostw Europy w Boccii (przegrał wszystkie spotkania grupowe, zdobył jedynie 7 punktów – stracił 48). W rankingu z 2011 roku, zajmował 34. miejsce (10 pkt).

## Wyniki na igrzyskach paraolimpijskich
| Miejsce | Imię i nazwisko    | Kraj | M | W | P | Bilans | POR  | AUS | CAN | SWE | SWE  |
| ------- | ------------------ | ---- | - | - | - | ------ | ---- | --- | --- | --- | ---- |
| 1       | Antonio Marques    | POR  | 4 | 3 | 1 | 21:12  | X    | 4:3 | 5:3 | 2:3 | 10:3 |
| 2       | Lynette Coleman    | AUS  | 4 | 2 | 2 | 17:11  | 3:4  | X   | 6:3 | 6:1 | 2:3  |
| 3       | Stefan Putnam      | CAN  | 4 | 2 | 2 | 14:12  | 3:5  | 3:6 | X   | 5:0 | 3:1  |
| 4       | Mathias Kjallström | SWE  | 4 | 2 | 2 | 12:13  | 3:2  | 1:6 | 0:5 | X   | 8:0  |
| 5       | Mattias Nordström  | SWE  | 4 | 1 | 3 | 7:23   | 3:10 | 3:2 | 1:3 | 0:8 | X    |

| Miejsce | Kraj            | M | W | P | Bilans | POR  | ESP  | IRL  | DEN  | GBR  | SWE  |
| ------- | --------------- | - | - | - | ------ | ---- | ---- | ---- | ---- | ---- | ---- |
| 1       | Hiszpania       | 5 | 4 | 1 | 51:22  | 5:6  | X    | 14:2 | 10:4 | 10:7 | 12:3 |
| 2       | Portugalia      | 5 | 4 | 1 | 42:23  | X    | 6:5  | 8:6  | 9:4  | 13:1 | 6:7  |
| 3       | Irlandia        | 5 | 3 | 2 | 33:37  | 6:8  | 2:14 | X    | 7:6  | 11:5 | 7:4  |
| 4       | Dania           | 5 | 2 | 3 | 29:36  | 4:9  | 4:10 | 6:7  | X    | 5:3  | 10:7 |
| 5       | Szwecja         | 5 | 1 | 4 | 26:44  | 7:6  | 3:12 | 4:7  | 7:10 | 5:9  | X    |
| 6       | Wielka Brytania | 5 | 1 | 4 | 25:44  | 1:13 | 7:10 | 5:11 | 3:5  | X    | 9:5  |